# Govert Derix
Govert Derix (Horst, 1962) is een Nederlandse ondernemer, filosoof en schrijver. Hij studeerde filosofie in Rotterdam en Utrecht en psychologie in Utrecht.
Derix werd vooral bekend met het managementboek The Vision Web (2000). Hierin beschrijft hij de oprichting en ontwikkeling van het bedrijf 'The Vision Web', waarin klassieke machtsstructuren (zoals hiërarchische baas-werknemer verhoudingen) zijn losgelaten, zodat de ontplooiing van de individuele werknemer voorop komt te staan.
In 2004 publiceerde hij het boek Ayahuasca- een kritiek van de psychedelische rede (nominatie Socrates Wisselbeker). Het is een semi-persoonlijk boek dat verhaalt over de wonderlijke werking van het psychedelische middel ayahuasca. Zelf zegt hij hierover: "Er opent zich een perspectief op een completer begrip van de menselijke situatie. Je beleeft verbinding met belangrijke zaken die in ieder geval op dat moment uiterst reëel voor je zijn, zoals 'het goede, 'authenticiteit' van het zelf, en de zijnsgrond van alles." (Trouw, 2004)
Ook is hij de oprichter van Derix* Hamerslag, een netwerkbureau voor
redactionele producties, tekstwerk en communicatieadvies. Sinds 2009 werkt hij als autonoom schrijver, filosoof, publicist en adviseur.
Sinds 2006 schrijft hij columns voor Dagblad De Limburger en Limburgs Dagblad. Van 2010 tot 2016 was hij tevens essayist en huisfilosoof van Zuid Magazine.